# Mazda Demio
La Mazda Demio è un'autovettura del segmento B prodotta dalla casa automobilistica giapponese Mazda dal 1996 al 2002 e sostituisce la Mazda 121. 
La Demio è stata sostituita nel 2002 in Giappone e nel 2003 nel resto del mondo dalla Mazda 2, restando però in produzione ancora fino al 2007 presso la Compañía Colombiana Automotriz (Mazda Colombia).
Benché venduta in gran parte dei mercati mondiali come Mazda 2, nel mercato interno giapponese l'utilitaria giapponese è stata venduta mantenendo la vecchia nomenclatura Mazda Demio fino al 2019, anno in cui si è omologata al resto del mondo assumendo il nome Mazda 2.

## Il contesto

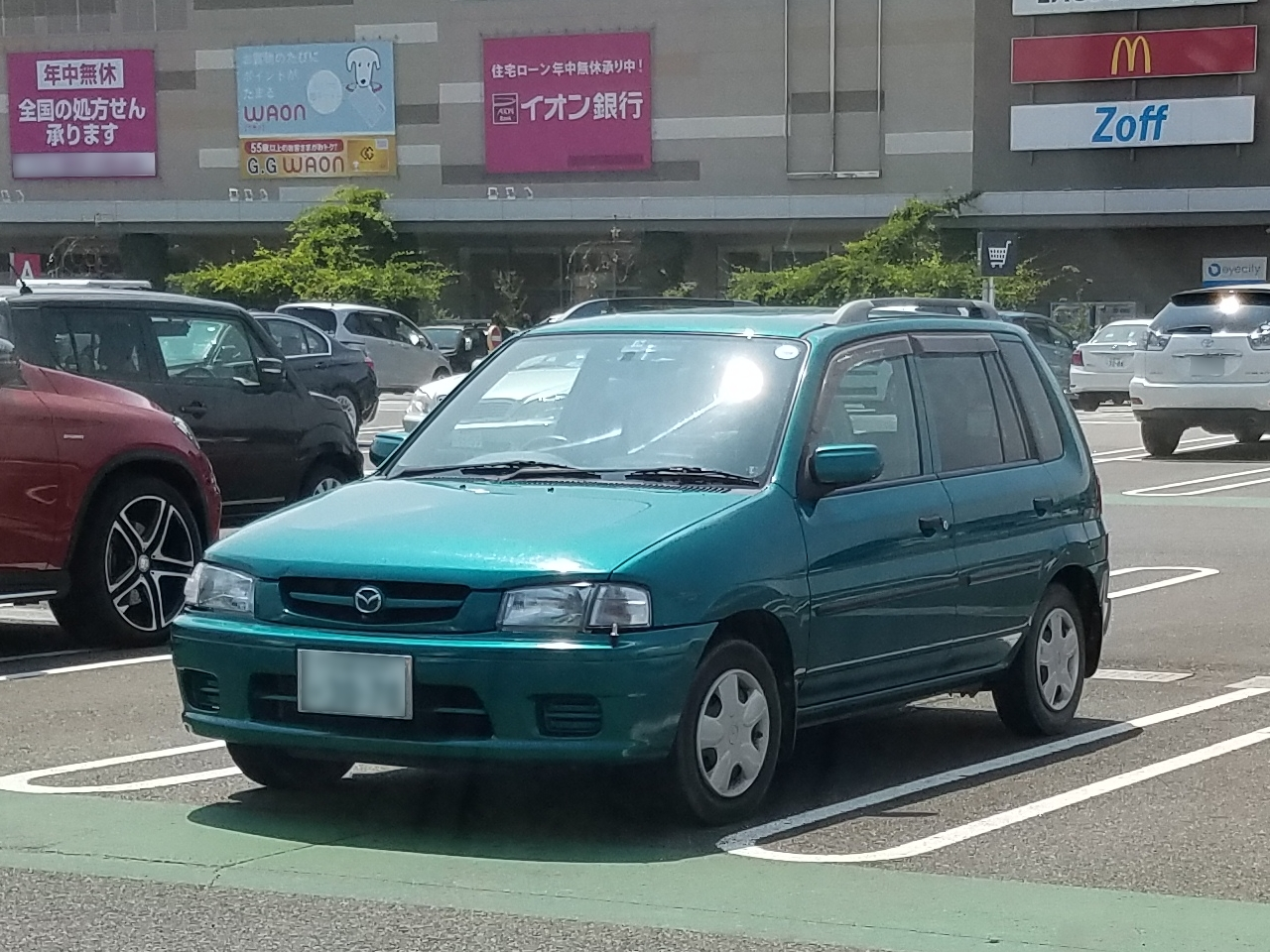
Una Demio per il Giappone con il nuovo logo

La produzione della Demio, anticipata dal concept BU-X l'anno prima, inizia nel luglio del 1996 in Giappone per sostituire la 121, della quale conserva il nome in alcuni paesi (inoltre in Giappone è disponibile anche a marchio Ford con una griglia leggermente ridisegnata e il nome di Festiva Mini Wagon).
La Demio ha vinto nel 1997 il riconoscimento di auto dell'anno in madrepatria assegnato dai giornalisti automobilistici giapponesi ed è stata accolta positivamente anche dal mercato interno che l'ha vista raggiungere il settimo posto nelle vendite totali dell'anno e addirittura il secondo posto nei dati parziali del mese di agosto 1998.
L'auto ha una linea da piccola monovolume (quasi da piccola station wagon) ed è costruita sulla piattaforma DW secondo una linea volta alla massimizzazione dello spazio interno in relazione alle ridotte dimensioni esterne, anticipando di qualche anno l'ingresso nel mercato europeo delle cosiddette "mini-MPV" come la Fiat Idea, la Opel Meriva e la Renault Modus. Nonostante fosse in linea con le concorrenti in quanto a lunghezza della carrozzeria, con i suoi 167 cm di larghezza la Demio era l'auto più larga della categoria nonché una delle più alte.
All'insegna della praticità era anche la possibilità di spostare sulla slitta di 12 cm il divano posteriore per garantire in caso di necessità una maggiore capacità del bagagliaio (da 330 a 365 litri) e la totale assenza di una versione a 3 porte della carrozzeria (entrambe caratteristiche innovative per l'epoca). Anche la guida è semplice e l'auto è maneggevole, grazie a un buon cambio e all'azzeccata taratura del servosterzo. Il diametro di sterzata è di 9,4 metri e si adatta bene all'utilizzo cittadino.
Nel 1998 iniziano a circolare le prime vetture con il nuovo logo dell'azienda (che per il solo mercato giapponese ha coinciso con il lancio di una nuova calandra, mentre nel resto del mondo si è semplicemente inserito il nuovo logo Mazda sulla vecchia), ma è nel 1999 che la Demio subisce un restyling in cui la mascherina, i gruppi ottici anteriori e posteriori e i paraurti sono stati aggiornati conferendo una linea più decisa; l'aggiornamento introduce inoltre un miglioramento dell'isolamento acustico all'interno dell'abitacolo, una nuova plancia e una gamma di motori leggermente rivisitata.

## Motorizzazioni

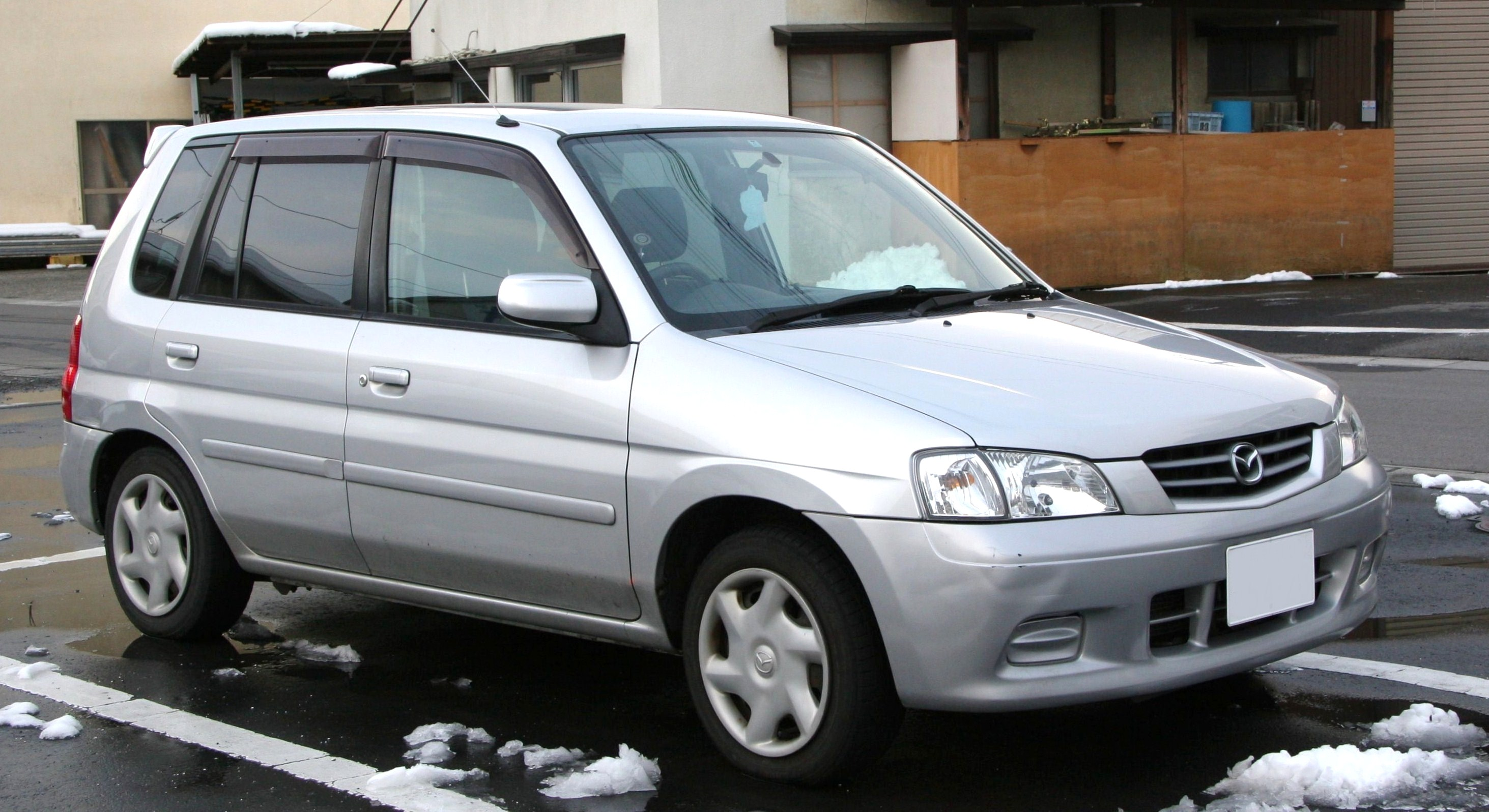
Un esemplare di Demio successivo al restyling del 1999

La prima versione è stata presentata in Italia nel 1998 con un'unica motorizzazione 1.3 in due livelli di potenza da 63 e 72 cavalli e velocità massime di 150 e 158 km/h.
Per quanto riguarda la seconda versione, invece, le motorizzazioni sono un 1.3 e 1.5 a benzina, entrambi quattro cilindri in linea monoalbero a 16 valvole aspirati e a iniezione indiretta controllata elettronicamente, che conferivano rispettivamente all'automobile uno scatto 0-100 km/h in 14 e 13 secondi e una velocità massima di 151 km/h e 160 km/h dichiarati.
Le due versioni sono distinguibili esternamente per la presenza dell'alettone posteriore nelle versioni da 75 cavalli.
I motori delle due generazioni del modello sono rispettivamente a norma Euro 2 ed Euro 3.

## Riepilogo caratteristiche[8]
| Mazda Demio (1998-2003)  |                     |                                  |                |               |                                |                     |                     |                          |                     |
| Modello                  | Cilindrata cm³      | Alimentazione                    | Potenza CV/rpm | Coppia Nm/rpm | Massa in ordine di marcia (kg) | Velocità max (km/h) | Accelerazione 0–100 | Consumo misto (l/100 km) | Anni di produzione  |
| Demio 1.3i 16V GLX 75    | 1324                | Iniezione elettronica multipoint | 72/5500        | 105/3500      | 1025                           | 158                 | 13"2                | 8,3                      | Da 11/1998 a 6/2000 |
| Demio 1.3i 16V GLX 60    | 63/5000             | Iniezione elettronica multipoint | 103/3000       | 151           | 1025                           | 14"                 |                     | 8,3                      | Da 11/1998 a 6/2000 |
| Demio 1.3i 16V LX 60     | 63/5000             | Iniezione elettronica multipoint | 103/3000       | 151           | 1025                           | 14"                 | Da 4/1999 a 6/2000  | 8,3                      |                     |
| Demio 1.3i 16V           | 63/5000             | Iniezione elettronica multipoint | 103/3000       | 1050          | 151                            | 14"                 | 7                   | Da 10/2000 a 3/2003      |                     |
| Demio 1.3i 16V Clima     | 63/5000             | Iniezione elettronica multipoint | 103/3000       | 1050          | 151                            | 14"                 | 7                   | Da 6/2000 a 9/2001       |                     |
| Demio 1.5i 16V           | 1498                | Iniezione elettronica multipoint | 75/5000        | 116/2500      | 1060                           | 160                 | 13"                 | 7,3                      | Da 10/2000 a 3/2003 |
| Demio 1.5i 16V Clima     | 1498                | Iniezione elettronica multipoint | 75/5000        | 116/2500      | 1060                           | 160                 | 13"                 | 7,3                      | Da 6/2000 a 9/2001  |
| Demio 1.3i 16V Active    | 1324                | Iniezione elettronica multipoint | 63/5000        | 103/3000      | 1050                           | 151                 | 14"                 | 7                        | Da 10/2002 a 3/2003 |
| Demio 1.3i 16V High      | Da 11/2001 a 3/2003 | Iniezione elettronica multipoint | 63/5000        | 103/3000      | 1050                           | 151                 | 14"                 | 7                        |                     |
| Demio 1.3i 16V Exclusive | Da 11/2001 a 3/2003 | Iniezione elettronica multipoint | 63/5000        | 103/3000      | 1050                           | 151                 | 14"                 | 7                        |                     |
| Demio 1.5i 16V High      | 1498                | Iniezione elettronica multipoint | 75/5000        | 116/2500      | 1060                           | 160                 | 13"                 | 7,3                      | Da 11/2001 a 3/2003 |
| Demio 1.5i 16V Exclusive | 1498                | Iniezione elettronica multipoint | 75/5000        | 116/2500      | 1060                           | 160                 | 13"                 | 7,3                      | Da 11/2001 a 3/2003 |